# Cristóbal María Hicken
Cristóbal María Hicken (Buenos Aires, 1 de enero de 1875 – Mar del Plata, 11 de marzo de 1933) fue un destacado botánico y profesor argentino.

## Juventud
Cristóbal Hicken realizó estudios secundarios en el Colegio del Salvador y sus estudios universitarios en la Facultad de Ciencias Naturales de la Universidad de Buenos Aires, donde obtuvo el título de agrimensor en 1898 y el doctorado en 1900.
Su maestro fue el naturalista Eduardo Ladislao Holmberg, a quien dedicó la descripción de una nueva especie de Hippeastrum, H. holmbergii en 1903; luego enfocó su investigación en las polipodiáceas (1906-1910) y sobre otras especies botánicas sudamericanas de interés.

## Docencia
En 1899 fue profesor de Física en el Colegio Militar de la Nación y en el Instituto Superior de Agronomía y Veterinaria, actual Facultad de Agronomía de la UBA entre 1904 y 1911. Entre 1900 y 1906, enseñó ciencias naturales en el Colegio Nacional de Buenos Aires, y en la Escuela Industrial de la Nación (1901-1904), en la Escuela Normal de Profesores (1904-1906), en el Colegio Normal Superior (1907-1912) y en la Facultad de Ciencias Exactas (1909-1932).
En 1906, fue designado inspector de enseñanza secundaria en el Ministerio de Instrucción Pública y desempeñó el cargo de director de estudios geográficos en el Estado Mayor del Ejército Argentino, entre los años 1924 y 1931.
Su rama era la botánica, pero tenía además buenos conocimientos de mineralogía y de geología, dictando cursos de estas materias en la Facultad de Agronomía y Veterinaria de la Universidad de Buenos Aires, a partir de 1911.
Hicken falleció en 1933. Según Agustín Mercan, quien fuera presidente de la Academia Nacional de Ciencias Exactas, Físicas y Naturales:

Su muerte se produjo justamente cuando se disponía, con todo el ardor de su temperamento infatigable, a abordar el estudio sistemático del enorme material botánico que había acumulado, constituido por 150.000 ejemplares, entre los cuales se encuentran más de 5.000 especies distintas, inmensa cifra, cuya sola enunciación da una idea de la constancia inconmensurable de este hombre, a tal punto que resulta inconcebible que semejante trabajo quepa en el limitado espacio de una vida.

Por deseo de Hicken, Darwinion se convirtió en un Instituto de Botánica, dedicado sólo a la investigación científica, bajo la administración de la Academia de Ciencias de Buenos Aires.

## Publicaciones
Hicken instaló en una pequeña localidad del Partido de San Isidro provincia de Buenos Aires, un herbario y una biblioteca particular que llamó Darwinion en 1911; con el paso del tiempo y de destacados especialistas en la materia, la misma se convirtió en un reconocido centro botánico de excelencia tradicional. El Darwinion publica una revista especializada, llamada Darwiniana, la principal publicación de botánica argentina.
Su biblioteca llegó a reunir 10 000 volúmenes, y su herbario más de 150 mil ejemplares de plantas.
Hicken publicó más de 70 trabajos a lo largo de su carrera profesional, entre los que destacan Holmberg y las doctrinas evolucionistas (1915), los Estudios botánicos (1922, publicado por la Sociedad Científica Argentina), La migración de los helechos en la flora de Tucumán.

### Otras publicaciones
- 1926. Congreso de Geografía y Etnología de El Cairo: abril de 1925 ; informe. Ed. 	Talleres Gráf. Colonia Hogar Ricardo Gutiérrez	48 pp.

- 1917. Un paseo por el Jardín Botánico. Reimpreso de Centro Estudiantes de Ingeniería, 54 pp.
- 1908. Polypodiacearum Argentinarum Catalogus: Catálogo de las polipodiáceas Argentinas. Ed. Univ. Nacional de La Plata, 56 pp.

## Honores

### Eponimia
- Hickenia (revista)
- Escuela de Jardinería Técnica de Buenos Aires
- Tradicional pasaje de Villa Lugano, paralelo a la Avenida Larrazábal, desde el 2800 hasta el 3100, entre las calles Hubac, al norte, y Santander, al sur

Géneros
- (Asclepiadaceae) Hickenia Lillo & Malme in A.Cast.[1]

- (Cactaceae) Hickenia Britton & Rose[2]

Especies (34 + 2 + 4 registros)
- (Anthericaceae) Anthericum hickenianum Poelln.[3]

- (Asteraceae) Campuloclinium hickenii (Cabrera & Vittet) R.M.King & H.Rob.[4]

- (Polygalaceae) Polygala hickeniana Grondona[5]

- (Thelypteridaceae) Thelypteris hickenii (Abbiatti) C.F.Reed[6]
- La abreviatura «Hicken» se emplea para indicar a Cristóbal María Hicken como autoridad en la descripción y clasificación científica de los vegetales.[7]